# Plaça de l'Ajuntament (Borredà)
Plaça de l'Ajuntament o Plaça Major és una plaça del centre històric i urbà de Borredà (Berguedà) inclosa en l'Inventari del Patrimoni Arquitectònic de Catalunya.

## Descripció
Plaça de forma irregular, bastant allargada, amb cases a tot el seu voltant, a la confluència dels carrers de Berga, de Frontanyà, de Manresa i de l'Església. És presidida, al sector de llevant, per les grans dimensions de l'església parroquial, i a ponent per cases entre mitgeres, de les quals destaca cal Benet, cal Bardolet i l'Ajuntament. Les façanes conserven llindes de pedra amb les dates de la construcció gravades, la qual cosa informa que es va adoptar l'actual morfologia al llarg dels s.XVII i XVIII. La majoria són habitatges estructurats en planta baixa i dos pisos, d'aspecte rústic; els paraments són de pedra sense treballar deixada a la vista, tot i que també hi ha alguna façana arrebossada. Les cobertes són de teula àrab. Destaquem alguns baixos on hi ha pòrtics, galeries d'arcs de mig punt, bigues de fusta com a llindes d'obertures, etc., tot i que la major part de les construccions són obres populars senzilles. També cal esmentar l'ajuntament, remodelat entre 1980 i 1981, quan s'habilitaren les seves dependències.

## Història
La plaça Major es va començar a formar al segle xiv quan a redós de l'església parroquial i al peu del camí ral de Berga a Ripoll es construeixen algunes cases com la rectoria i l'hostal de Borredà, que formaran també l'espai urbà de la Placeta. La plaça és un eixample dels carrers que al llarg dels segles es formen a banda i banda de l'antic camí ral que des de Borredà portava al monestir de Sant Jaume de Frontanyà.
La configuració de la plaça es correspon amb l'auge del segle xviii de Borredà, que ja comença al segle xvi, quan els cavallers de les grans masies s'establiren a la sagrera de Santa Maria de Borredà. Molts d'aquests nous estadants es dediquen a l'ofici de paraire i la prosperitat del segle xviii portà a la construcció de gran part de la vila en el moment més àlgid, demogràficament parlant.